# Niewiarygodny Burt Wonderstone
Niewiarygodny Burt Wonderstone (ang. The Incredible Burt Wonderstone) – amerykański film komediowy z 2013 roku w reżyserii Dona Scardino, wyprodukowany przez wytwórnię Warner Bros.
Premiera filmu odbyła się 8 marca 2013 podczas festiwalu South by Southwest. Tydzień później, 15 marca, obraz trafił do kin na terenie Stanów Zjednoczonych.

## Fabuła
Film opowiada historię dwóch najpopularniejszych magików – Burta Wonderstone’a (Steve Carell) i Antona Marveltona (Steve Buscemi), którzy od lat prezentują sztuczki podczas pokazów w hotelu w Las Vegas. Pewnego dnia magicy stają przed wyzwaniem. Wszystko za sprawą nowego ulubieńca tłumów – iluzjonisty Steve’a Graya (Jim Carrey). Burt i Anton postanawiają stawić mu czoło.

## Obsada
- Steve Carell jako Burt Wonderstone
- Steve Buscemi jako Anton Marvelton
- Olivia Wilde jako Jane
- Alan Arkin jako Rance Holloway
- James Gandolfini jako Doug Munny
- Jim Carrey jako Steve Gray

## Odbiór

### Zysk
Film Niewiarygodny Burt Wonderstone zarobił 22,5 miliona dolarów w Ameryce Północnej oraz 4,9 miliona dolarów w pozostałych państwach; łącznie 27,4 miliona dolarów w stosunku do budżetu produkcyjnego 30 milionów dolarów.

### Krytyka
Film Niewiarygodny Burt Wonderstone spotkał się z mieszaną reakcją krytyków. W serwisie Rotten Tomatoes 37% ze stu dziewięćdziesięciu dwóch recenzji filmu jest pozytywne (średnia ocen wyniosła 5,16 na 10). Na portalu Metacritic średnia ocen z 35 recenzji wyniosła 44 punkty na 100.

### Nagrody i nominacje
| Rok  | Miejsce            | Nagroda     | Kategoria                | Odbiorcy i nominowani          | Wynik     |
| ---- | ------------------ | ----------- | ------------------------ | ------------------------------ | --------- |
| 2013 | Teen Choice Awards | Teen Choice | Ulubiona komedia         | Niewiarygodny Burt Wonderstone | nominacja |
| 2013 | Teen Choice Awards | Teen Choice | Ulubiona aktorka komedii | Olivia Wilde                   | nominacja |
| 2013 | Teen Choice Awards | Teen Choice | Ulubiony aktor komedii   | Steve Carell                   | nominacja |